# Joseph de Riquet de Caraman-Chimay (1808-1886)
Pour les articles homonymes, voir Joseph de Riquet de Caraman, Riquet et Caraman (homonymie).
Joseph de Riquet de Caraman, né à Paris le 20 août 1808 et mort à Londres le 12 mars 1886, est un diplomate et industriel belge. Il est le 17e prince de Chimay.

## Biographie

### Origines et famille
Joseph est le fils ainé François Joseph de Riquet de Caraman, prince de Chimay et de Thérésa Cabarrus (Madame Tallien).
Le 30 août 1830, il épouse à Paris Émilie Pellapra (1806-1871), veuve en premières noces du comte de Brigode. Ils ont quatre enfants :
- Marie Thérèse Emilie (1832-1851), comtesse de Lagrange, épouse de Frédéric Lagrange ;
- Marie Joseph Guy Henry Philippe (1836-1892) (ép. Marie de Montesquiou-Fezensac puis Mathilde de Barandiaran) ;
- Valentine (1839-1914), Princesse Paul de Bauffremont puis Princesse Georges II Bibesco ;
- Eugène (1847-1881) (ép. Louise de Graffenried-Villars).

### Diplomate et homme d'affaires
Il mène la négociation qui aboutit au traité d'amitié entre les Pays-Bas et la Belgique à la suite de l'abjuration du prince d'Orange garantissant l'indépendance de la Belgique. Il contribue à établir les relations diplomatiques entre le jeune royaume de Belgique et les cours de Toscane et de Naples, les États pontificaux et la Confédération germanique.
En 1841, il est nommé gouverneur de la Province de Luxembourg à la suite du décès inopiné de Victorin de Steenhault, avant de céder sa place à Adolphe Deschamps.
En 1852, il fait l'acquisition de l'Hôtel de la Pagerie, situé 17 quai Malaquais, dans le 6e arrondissement de Paris. Le bâtiment prend alors son nom actuel l'Hôtel de Chimay. Construit par François Mansart, mais fortement remanié au XVIIIe siècle, cet hôtel a été racheté en 1883 par l'État français pour l'École des beaux-arts.
Cherchant à développer sa principauté de Chimay il invite les moines trappistes sur ses terres peu fertiles de Chimay et finance la fondation de leur abbaye de Scourmont (1850). En 1858, il prend la tête d'un consortium d'actionnaires qui fondent la Compagnie de Chimay, une des premières compagnies de chemin de fer belges reliant (par la ligne 156) sa ville de Chimay au réseau de chemin de fer belge (Société du chemin de fer de l'Entre-Sambre-et-Meuse) à Mariembourg, et au réseau français à Anor.
En Belgique, il possède le château de Chimay. En 1863, il y fait construire par les architectes Hector-Martin Lefuel et Cambon le théâtre, inspiré du théâtre Louis XV de Fontainebleau. Il fait également ériger en 1852 la fontaine des Princes sur la Grand-Place de Chimay, en l'honneur de ses ancêtres.